# Челновая (река)
Челновая — река в Тамбовской области России, левый приток Цны (бассейны Оки и Волги). Длина 121 км, площадь водосборного бассейна — 1790 км².
Берёт начало в балке у Незнановки Тамбовского района, затем течёт по Сосновскому и Моршанскому районам; течение извилистое; направление меридиональное, с юга на север, около Сосновки круто поворачивает на восток и последние 40 км течёт в этом последнем направлении. Берега Челновой густо заселены. Не судоходна. Высота устья — 105 м над уровнем моря.
Притоки (расстояние от устья): Грязнушка (16,8 км), Ламочка (35 км), Изовка (52 км), Грязнушка (56 км), Криуша (106 км), Двойня (115 км) — левые; Пишляйка (17,1 км), Сурава (72 км) — правые.